# Vicente Lim
Vicente P. Lim (Calamba, 24 februari 1888 - 15 januari 1945) was een Filipijns generaal en oorlogsheld.

## Biografie
Vicente Lim werd geboren op 24 februari 1888 in Calamba in de Filipijnse provincie Laguna. Zijn ouders waren grootgrondbezitter Jose Lim en Antonia Podico. Na het voltooien van de middelbare school in Santa Cruz studeerde hij aan het Liceo de Manila en voltooide hij in 1908 een opleiding aan de Philippine Normal School. Na het behalen van zijn diploma slaagde hij voor het toelatingsexamen voor de militaire opleiding in het Amerikaanse West Point. In 1910 vertrok hij op kosten van de Amerikaanse overheid naar de Verenigde Staten. Vier jaar later voltooide hij de opleiding.
Lim begon zijn carrière in het Amerikaanse leger als 2e luitenant in Europa. Na de uitbraak van de Eerste Wereldoorlog reisde hij noodgedwongen via Rusland weer terug naar de Filipijnen. Op 12 april 1914 volgde een bevordering tot 1e luitenant. Nadat Lim eerst gestationeerd werd in Fort San Pedro in Iloilo City werd hij overgeplaatst naar Port Milas op Corregidor tot hij in 1916 werd aangesteld als instructeur op de Philippine Military Academy. Nadien diende Lim in het zuiden van de Filipijnen in Jolo en in Zamboanga City en in Fort Mckinley in de provincie Rizal. In 1922 werd hij bevorderd tot kapitein en een jaar later volgde een promotie tot majoor.
In 1926 vertrok Lim voor verdere opleiding naar de Verenigde Staten. In 1927 voltooide hij een opleiding aan de Infantry School in Fort Benning. Het jaar erop studeerde hij af aan de Command en Staaf School in Fort Leavenworth en in 1929 voltooide hij aanvullende opleidingen aan het Army War College in Washington D.C.. Na terugkeer in de Filipijnen werd Lim op 1 november 1929 bevorderd tot luitenant-kolonel toen hij werd aangesteld als commandant van het ROTC van het Colegio de San Juan de Letran. Later volgde nog een promotie tot kolonel. Op 30 juni 1936 zwaaide hij af uit het Amerikaanse leger.
Vanwege zijn grote ervaring in het Amerikaanse leger werd Lim door de regering van het Gemenebest van de Filipijnen gevraagd om in het nieuwe opgerichte Filipijnse leger te dienen. Hij werd aangesteld als chef van de War Plans Division met de rang van brigadier-generaal. Toen de Japanners in 1941 de Filipijnen binnenvielen werd Lim aangesteld als bevelhebber van de 41e divisie van USAFFE. Tijdens de Slag om Bataan onderscheidde Lim zich bij gevechten in de achterhoede tegen oprukkende Japans leger tot ze op 9 april 1942 opdracht kregen zich over te geven. Na zijn vrijlating uit het gevangenenkamp in Capas, liet hij zich opnemen in het kankerinstituut van het Philippine General Hospital. Hij veinsde met hulp van dokters een ziekte, maar hield zich ondertussen vanuit het ziekenhuis bezig met ondergrondse verzetsactiviteiten. Later kreeg hij van de Japanners de positie van opperbevelhebber van het Filipijns leger aangeboden. Die positie weigerde hij echter. In die periode was hij in actief als commandant van een ondergrondse guerrillabeweging.
In juni 1944 vertrok Lim samen met anderen per boot vanuit Batangas naar Samar. De bedoeling was om vanuit daar door te reizen naar Australië. Ze werden echter voor de kust van Mindoro werd het schip door de Japanners onderschept. Door de vondst van een pistool en een radiozender wekte de groep achterdocht bij de Japanners. Ze werden naar Calapan gebracht waar ze werden ondervraagd en geïdentificeerd. Vervolgens werden ze overgebracht naar Fort Santiago. Ondanks het feit dat ze daar gemarteld werden, onthulden ze geen details over de ondergrondse verzetsbewegingen. Later werd Lim overgebracht naar Bilibid Prison. Op 15 januari 1945 werd Lim samen met anderen op het Chinese Cemetery onthoofd en begraven in een massagraf. Zijn lichaam is nooit teruggevonden.
Postuum werd Lim onderscheiden met de Distinguished Conduct Star Medal, de Distinguished Service Star Medal en de Long Service Medal. Hij was van 1917 tot zijn dood getrouwd met Pilar Hidalgo, de derde president van de Centro Escolar University. Samen kregen ze zes kinderen.